# Airlines for America
De Airlines for America (A4A), voorheen de Air Transport Association of America (ATA), is de handelsorganisatie voor de grote luchtvaartmaatschappijen in de VS met het hoofdkantoor in Washington. De organisatie is opgericht in 1936 en telde in 2016 negen leden in de VS en één geassocieerd lid.
Op 1 december 2011 veranderde de naam van Air Transport Association of America naar Airlines for America (A4A).

## Activiteiten
De organisatie zet zich namens haar leden in voor een veilig luchtverkeer en financiële gezondheid. Ze werkt samen met de luchtvaartmaatschappijen, vakbonden, consumentenorganisaties en de overheid om dit te bereiken.
A4A verzamelt diverse gegevens over de luchtvaartsector en A4A geeft ieder jaar een verslag uit met daarin uitgebreide informatie.

## Leden
De leden van A4A in 2016 waren:
- Alaska Airlines
- American Airlines
- Atlas Air
- FedEx Corporation
- Hawaiian Airlines
- JetBlue Airways
- Southwest Airlines
- United Airlines
- UPS Airlines

In oktober 2015 zegde Delta Airlines het lidmaatschap op, omdat deze luchtvaartmaatschappij moeite had met de jaarlijkse contributie van $5 miljoen en verwachtte zelf beter direct met de overheid te kunnen communiceren dan via A4A.

## Geassocieerde leden
- Air Canada